# Diaulota fulviventris
Diaulota fulviventris är en skalbaggsart som beskrevs av Moore 1956. Diaulota fulviventris ingår i släktet Diaulota och familjen kortvingar. Inga underarter finns listade i Catalogue of Life.